# Einsiedlerschwamm
Der Einsiedlerschwamm (Suberites domuncula) ist eine Art der Schwämme und gehört zur Klasse der Hornkieselschwämme.

## Merkmale
Der Einsiedlerschwamm bildet längliche bis annähernd sphärische Kolonien, die bis zu 20 cm groß werden können. Meist existieren nur eine oder wenige große Ausstromöffnungen. Die Farbe der glatten Oberfläche ist meist orange-rot, aber auch gelb oder braun und selten blau bis violett.

## Vorkommen
Das Verbreitungsgebiet reicht von der Westküste Großbritanniens und Irlands südlich bis zum Mittelmeer.
Der Schwamm wächst sehr häufig auf von Einsiedlerkrebsen der Gattung Paguristes besiedelten Schneckenschalen der schlammigen Sandböden. Er findet sich auch in Seegraswiesen der Gattung Zostera und in Hafenbecken. Selten kommt er auf Felsen der tieferen Hartböden vor.

## Ökologie
Der Schwamm geht häufig eine fakultative Symbiose mit Einsiedlerkrebsen der Gattung Paguristes ein. Larven und Gemmulae des Schwammes setzen sich auf von den Krebsen besiedelten Schneckenhäusern fest und entwickeln sich zu ausgewachsenen Schwämmen. Der Schwamm erlangt dadurch Beweglichkeit und verbessert seine Ernährungssituation. Der Einsiedlerkrebs hingegen ist durch den Schwamm geschützt und muss sich bei der Häutung nicht ein neues, größeres Haus suchen. Die Wohnhöhle für den Einsiedlerkrebs wird im Sinne des Schneckenhauses weitergebaut.
Oberflächliche Spalten sind oft von dem Flohkrebs Tritaeta gibbosa besiedelt.